# Lycée Saint-Martin de Rennes

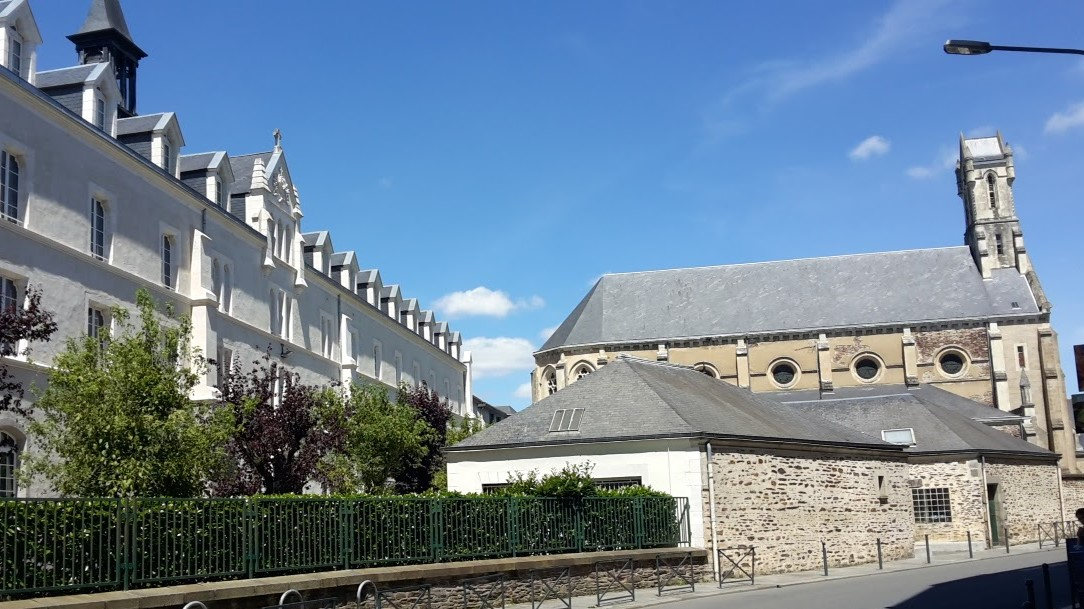
Vue du lycée depuis la rue d'Antrain (sud)

Le lycée Saint-Martin de Rennes est un lycée privé catholique d’enseignement général et technologique. Il se trouve au no 31 rue d’Antrain, dans le quartier Centre de Rennes. Il porte le nom de saint Martin de Tours. Il accueille environ 1 400 lycéens.

## Historique
L’histoire du lycée est liée à celle des eudistes à Rennes. En 2009, il a fêté son 180e anniversaire.
Les premières évocations de l’institution à Rennes remontent à 1669, quatorze ans après l’achèvement du palais du Parlement de Bretagne.
En 1864, le « petit séminaire » du père Blanchard a vocation d’accueillir des enfants pauvres de la campagne, recommandés par leurs curés. Sous l’habile administration du père eudiste, le collège de Rennes devient un des plus réputés de France.
À partir de 1858, le père Delanoë fera construire le plus grand bâtiment que nous connaissons aujourd’hui en terminant son projet par l’édification de la chapelle.
Les pères eudistes doivent quitter Saint-Martin en 1903 sous les contraintes imposées par Émile Combes (interdiction d’enseigner et spoliation des biens des ordres religieux).
L’établissement est préservé grâce au Dr Gustave Regnault (médecin des pauvres) comme l’indique la plaque de rue qui porte son nom à Rennes. Son action permettra la restitution de leur bien aux eudistes.
Pendant la Seconde Guerre mondiale le lycée sera tour à tour réquisitionné par les Allemands puis les Américains.
En 2011, à la demande de Mgr Pierre d’Ornellas, archevêque de Rennes, le projet de fusion avec le lycée Sainte-Geneviève est lancé. Le Lycée Saint-Martin et l’Institution Sainte-Geneviève constituent ainsi un seul ensemble scolaire : Collège-Lycée Saint-Martin, avec ses deux « quartiers » ou deux « sites » : Sainte-Anne (rue d’Antrain) et Sainte-Geneviève (rue de Nantes).
Le 16 octobre 2015, a eu lieu la dévolution de la tutelle diocésaine aux eudistes, signée à Sainte-Geneviève, en présence de Mgr d’Ornellas, archevêque de Rennes, et du père Laurent Tournier, supérieur provincial de France de la congrégation eudiste.

## Classement du lycée
En 2019, selon l'Express et le magazine l'Étudiant, le lycée se classe  1er sur 36 lycées en Ille-et-Vilaine quant à la qualité d'enseignement, et 102e sur 2277 au niveau national. Le classement s'établit sur trois critères : le taux de réussite au bac, l'indice de stabilité (la proportion d'élèves de première qui obtient le baccalauréat en ayant fait les deux dernières années de leur scolarité dans l'établissement, le lycée n'ayant pas de STMG/STi2D), et la valeur ajoutée (calculée à partir de l'origine sociale des élèves, de leur âge et de leurs résultats au diplôme national du brevet). Le nombre de mentions au baccalauréat général est de 85 % (1er dans l'Ouest), résultat très élevé en province.

## Formations

### Filières
- Filière générale avec l'ensemble des spécialités, 46 combinaisons (de 3 spécialités possibles) Arts Cinéma ; Arts théâtre ; Mathématiques ; Histoire-Géographie, Géopolitique et Sciences Politiques ; Physique-Chimie ; Humanité Littérature et Philosophie ; Sciences de la Vie et de la Terre ; Langues, Littérature et cultures étrangères ; Sciences Économiques et Sociales
- Filière technologique ST2S
- Classe post-bac BTS SP3S

### Options
- Section européenne
- Arts plastiques
- Sport
- Musique
- Cinéma
- Théâtre
- Chinois
- Italien
- Latin
- Grec

### Anciens élèves
- Jean-Luc Arribart footballeur français, consultant pour la télévision ;
- Charles Berthelot (1901-1940), footballeur français ;
- Fulgence Bienvenüe (1852-1936), ingénieur français, père du métro parisien ;
- Jean Collet (1911-1983), footballeur français ;
- Geoffroy Dauvergne (1922-1977), peintre français, élève de 1936 à 1941 ;
- Pierre Denis (1921-2011), linguiste, lexicographe, universitaire français et écrivain ;
- Paul Marques Duarte, cinéaste français ;
- Yves Dubreil, polytechnicien, père de la Renault Twingo ;
- Charles Géniaux (1870-1931), romancier, poète, peintre et photographe français
- Paul Géniaux, romancier (1873-1929), poète, peintre et photographe français, frère du précédent ;
- Philippe Gildas (1935-2018), journaliste français ;
- Hervé Gloaguen, photographe français ;
- Claude Guillemot (artiste), peintre français, grand prix de Rome ;
- Jean Amyot d'Inville, communicant français ;
- Jean-Paul Kauffmann, journaliste et écrivain français ;
- François Pinault, homme d'affaires français, ex-président du Stade rennais ;
- René Ruello, footballeur, homme d'affaires, ex-président du Stade rennais ;
- Arman Soldin (1991-2023), journaliste français, élève de 2006 à 2009 ;
- Maxime Sorel, skipper français ;
- Charles Vanel (1892-1989), acteur et réalisateur français ;